# Вербівка (Новоукраїнський район)
Вербі́вка (стара назва — Попівка) — село в Україні, у Глодоській сільській громаді Новоукраїнського району Кіровоградської області. Населення становить 567 осіб. Орган місцевого самоврядування — Глодоська сільська рада.

## Населення
Згідно з переписом УРСР 1989 року чисельність наявного населення села становила 567 осіб, з яких 243 чоловіки та 324 жінки.
За переписом населення України 2001 року в селі мешкали 563 особи.

### Мова
Розподіл населення за рідною мовою за даними перепису 2001 року:
| Мова       | Відсоток |
| ---------- | -------- |
| українська | 92,06 %  |
| молдовська | 4,94 %   |
| російська  | 3,00 %   |

ВІДОМІ ЛЮДИ
Логвінов Ростислав Вікторович (03.02.1997 - 06.12.2023) — військовослужбовець ЗСУ, загинув під час виконання бойового завдання в бою за Україну, її свободу і незалежність.